# Thẩm Thúy Hằng
Thẩm Thúy Hằng (6 tháng 10 năm 1939 – 6 tháng 9 năm 2022) tên thật là Nguyễn Kim Phụng. Bà sinh ra tại Hải Phòng là một diễn viên người Việt Nam. Được xem là ngôi sao sáng nhất của điện ảnh thương mại miền Nam Việt Nam giai đoạn cuối thập niên 1950 đến cuối thập niên 1970, bà tham gia nhiều bộ phim, trong đó nhiều phim hợp tác với Mỹ, Philippines, Thái Lan, Hồng Kông, Đài Loan, Nhật Bản,... Với những cống hiến và thành tựu to lớn đóng góp cho Điện ảnh Việt Nam trên phạm vi châu lục và quốc tế, bà được báo chí trong nước và quốc tế xưng tụng là Đệ nhất minh tinh màn bạc.  Tên tuổi của bà không chỉ nổi tiếng tại Việt Nam mà còn được biết tới tại các nước trong khu vực.

## Tiểu sử

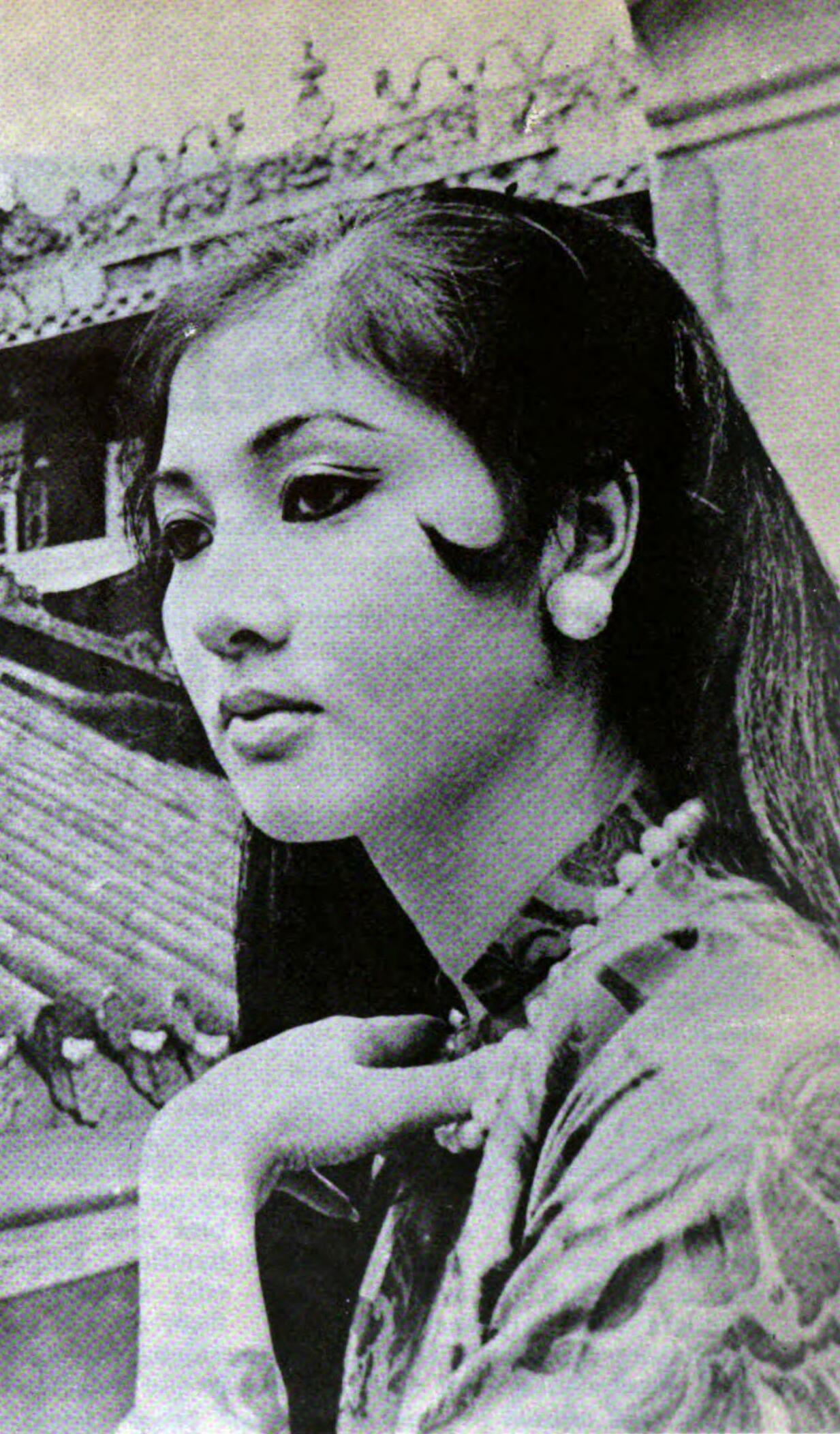
Thẩm Thuý Hằng lúc còn xinh đẹp thuở thiếu nữ

Thẩm Thúy Hằng tên thật là Nguyễn Kim Phụng, có tên Thánh là Jeane. Bà sinh ra tại Hải Phòng, nhưng sau đó cùng gia đình di cư vào miền Nam (1941) và lớn lên ở An Giang. Cha mẹ bà là người Hải Phòng, thuộc tầng lớp công chức, cha là một viên chức trong chính quyền Quốc gia Việt Nam, mất sớm khi bà mới 13 tuổi.
Thuở nhỏ, bà theo học trường Huỳnh Văn Nhứt ở Long Xuyên. Hết bậc tiểu học, Kim Phụng lên Sài Gòn ở với người chị theo học trung học tại trường Huỳnh Thị Ngà, Tân Định. Năm Kim Phụng lên 16 tuổi, học lớp Đệ tứ (lớp 9 trong hệ thống giáo dục Việt Nam hiện nay), bà đã nức tiếng là một hoa khôi trong giới học sinh. Học hết năm Đệ tứ, khi hết 16 tuổi, bà lén gia đình tham gia cuộc thi tuyển diễn viên điện ảnh của hãng phim Mỹ Vân và đạt giải nhất của cuộc thi sau khi vượt qua 2.000 thí sinh khác.
Nghệ danh Thẩm Thúy Hằng do bà đặt dựa theo họ của nhạc sĩ tiền chiến Thẩm Oánh với lòng kính trọng ông. Theo nghệ sĩ Nguyên Lê (vai cháu của Thẩm Oánh) thì khi nhạc sĩ khuyên Kim Phụng hãy theo học điện ảnh, bà đã nghe theo; lúc hãng phim Mỹ Vân khuyên bà chọn nghệ danh thì bà đã lấy họ Thẩm của Thẩm Oánh để tỏ lòng kính trọng. Thời này ông là hiệu trưởng trường Ca-vũ-nhạc phổ thông Sài Gòn nơi bà đang theo học môn kịch.Bà từng nhận một học bổng sang Hong Kong học diễn xuất.

## Sự nghiệp

### 1957-1969: Vụt sáng với Người đẹp Bình Dương

Thẩm Thuý Hằng trong một poster biểu tượng quảng bá cho phim Từ Sài Gòn đến Điện Biên Phủ năm 1970.

Với vai diễn đầu tiên Tam Nương trong phim Người đẹp Bình Dương - một phim đen trắng của hãng phim Mỹ Vân do nghệ sĩ Năm Châu đạo diễn, ra mắt công chúng cuối năm 1957, trình chiếu dịp Noel và phát hành rộng rãi vào năm 1958, Thẩm Thúy Hằng đã nổi lên như một ngôi sao điện ảnh và chinh phục khán giả màn ảnh rộng lúc bấy giờ. Cái tên “Người đẹp Bình Dương” đã theo Thúy Hằng đi suốt cuộc hành trình nghệ thuật thập niên 50 - 60.
Sau khi trở thành ngôi sao tỏa sáng làng điện ảnh, Thẩm Thúy Hằng được các hãng phim lúc bấy giờ mời vào vai chính liên tục. Bà đóng rất nhiều phim (khoảng 60 phim) và trở thành minh tinh số một với tiền cát-xê một triệu đồng cho một vai diễn (tương đương một kg vàng 9999 thời bấy giờ).
Ngoài vai diễn đầu tiên Tam Nương trong phim Người đẹp Bình Dương, một vai diễn khác cũng rất đẹp của Thẩm Thúy Hằng từng gây được tiếng vang góp phần đưa tên tuổi của bà lên nấc thang danh vọng, đó là vai Chức Nữ trong bộ phim Ngưu Lang Chức Nữ cũng do hãng phim Mỹ Vân sản xuất, NSND Năm Châu đạo diễn. Khán giả không thể quên nàng Chức Nữ đẹp lộng lẫy, sương khói đang bay về trời trong tiếng hát thánh thót như ngân lên từ những áng mây huyền ảo, thần tiên trong nhạc cảnh Chức Nữ về trời do Phạm Duy soạn nhạc.

### 1969-1975: Vilifilms và nổi tiếng toàn châu lục
Năm 1969, bà đứng ra thành lập nhóm làm phim riêng mang tên Thẩm Thúy Hằng, tiền thân của hãng Vilifilms nổi tiếng ở Sài Gòn sau này. Bộ phim đầu tiên của bà trong vai trò chủ hãng là Chiều kỷ niệm. Đạo diễn phim là Lê Mộng Hoàng cùng các diễn viên: Năm Châu, Kim Cúc, Phùng Há, Thanh Tú, Huy Cường, Việt Hùng, Ngọc Nuôi,... Sự thành công rực rỡ của Chiều kỷ niệm làm tên tuổi của Thẩm Thúy Hằng thêm nổi tiếng, bà tiếp tục cho ra đời thêm các bộ phim Nàng, rồi Ngậm ngùi, đều thu được thành công rực rỡ.

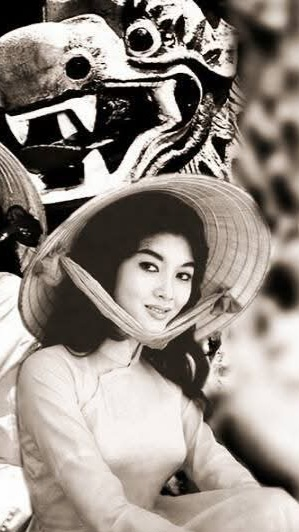
Thẩm Thuý Hằng trong một poster quảng bá phim thập niên 70.

Bà tham dự nhiều liên hoan phim, xuất hiện tại Hồng Kông, Đài Loan, Hàn Quốc, Ấn Độ, Thái Lan, Singapore, Indonesia...Giai đoạn này, bà thường đóng cặp với các nam diễn viên như La Thoại Tân, Thành Được, Thanh Tú,...Bà từng bước bước lên đỉnh cao danh vọng và được mệnh danh là một trong Tứ đại mỹ nhân bên cạnh các nghệ sĩ Kiều Chinh, Kim Cương và Thanh Nga.
Không chỉ điện ảnh, Thẩm Thúy Hằng còn tham gia lĩnh vực sân khấu, đóng kịch và diễn cải lương. Ban Thẩm Thúy Hằng là một trong những ban kịch được yêu thích ở Sài Gòn thời gian đó. Trong vai trò trưởng ban, Bà viết kịch bản, dàn dựng và đóng vai chính. Một số vở thành công như Người mẹ già, Suối tình, Đôi mắt bằng sứ... Trên sân khấu cải lương, Thẩm Thúy Hằng có vai vũ nữ Cẩm Lệ trong vở Bóng chim tăm cá của đoàn Thanh Minh - Thanh Nga...
Một số vở kịch phát trên sóng truyền thanh hay trên màn ảnh nhỏ thời đó có sự góp mặt của Thẩm Thúy Hằng được khán giả ghi nhớ như: serie kịch ngắn Câu chuyện lúc 0 giờ, Sông dài, Vũ điệu trong bóng mờ, Người mẹ già, Đôi mắt bằng sứ, Suối tình, Dạt sóng...
Danh tiếng và địa vị của Thẩm Thúy Hằng càng được nâng cao hơn nữa lên tầm quốc tế khi bà xuất hiện tại Pháp, Tây Đức, Hồng Kông, Đài Loan, Hàn quốc, Ấn Độ, Thái Lan, Singapore, Indonesia, Liên Xô…để dự liên hoan phim, hay trong những vai diễn hợp tác. Đi đến đâu Thẩm Thúy Hằng cũng được hâm mộ, khán giả tôn vinh và ái mộ nhan sắc của bà, Thẩm Thúy Hằng sánh vai cùng Creg Moris, Wen Tao, Địch Long, Khương Đại Vệ… khoe sắc, khoe tài với những Lý Lệ Hoa, Lý Thanh, Lăng Ba, Trịnh Phối Phối, Chân Chân, Lâm Thanh Hà.

### Sau 1975-2022: Loạt phim Cách mạng và giã từ điện ảnh
Sau 1975, Thẩm Thúy Hằng ở lại Việt Nam. Bà tiếp tục tham gia những bộ phim điện ảnh Cách mạng như: Như thế là tội ác, Ngọn lửa Krông Jung, Hồ sơ một đám cưới, Đám cưới chạy tang, Cho cả ngày mai, Nơi gặp gỡ của tình yêu,... Ở lĩnh vực sân khấu, Thẩm Thúy Hằng có những vai diễn dáng chú ý trong Cho tình yêu mai sau, Đôi bông tai, Hoa sim gai trắng, Biệt thự hoang tàn... Vai diễn cuối cùng của Thẩm Thúy Hằng là vai Phồn Y trong vở Lôi Vũ của đoàn kịch Kim Cương.
Năm 2006, sau một thời gian tạm xa ánh đèn sân khấu, bà trở lại với hai kịch bản đậm chất triết lý là Người hạnh phúc và Nụ cười và nước mắt, thể hiện những chiêm nghiệm của bà sau nhiều lần trải qua biến cố.
Tháng 5 năm 2012, hãng LQTT production đã cho ra mắt bộ phim Chân dung người đẹp Bình Dương - Nữ nghệ sĩ Thẩm Thúy Hằng được phát hành với hình thức online cho khán giả xem miễn phí. Khán giả đã được nhìn ngắm lại nét diễn xuất, nhan sắc tuyệt vời của nữ minh tinh Thẩm Thúy Hằng qua nhiều bộ phim, những vở kịch, hình ảnh quý giá…
Bà đã được nhà nước Việt Nam phong danh hiệu Nghệ sĩ ưu tú năm 1984.Một số nghệ sĩ nổi tiếng như Kim Xuân, Mộng Tuyền,Thành Lộc, Trịnh Kim Chi, Hồng Ánh, Băng Châu, Ngọc Ánh, Phương Hồng Ngọc đều kính trọng và coi bà như thần tượng trong nghề.

### Cuộc hôn nhân thứ hai

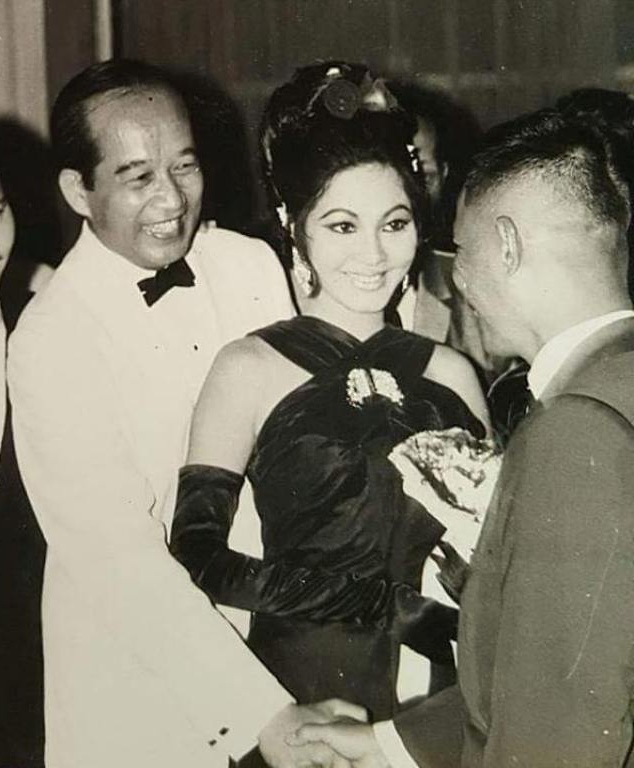
Thẩm Thuý Hằng và chồng - tiến sĩ Nguyễn Xuân Oánh trong lễ cưới năm 1970.

## Di sản

Thẩm Thuý Hằng là diễn viên Việt Nam đầu tiên diện áo tắm hai mảnh lên bìa lịch năm 1967